# Ломакин, Андрей Леонидович
Лома́кин Андрей Леонидович (род. 8 июня 1961, СССР) — российский экономист.

## Биография
В 1984 году окончил физический факультет Московского государственного университета им. М. В. Ломоносова. Сразу после получения диплома поступил в аспирантуру Физического факультета, параллельно работал младшим научным сотрудником научно-исследовательского вычислительного центра. После успешной защиты в 1987 г. диссертации на соискание степени кандидата физико-математических наук с 1987 по 1995 год работал в МАТИ им. Циолковского в качестве ассистента, старшего преподавателя, доцента кафедры физики, преподавал физику в Московском станкоинструментальном институте, а также в Кипрском университете в городе Никосия.
Затем его научные интересы обратились в сторону экономики, по которой он в 2003 году защитил в РГСУ диссертацию на соискание учёной степени доктора экономических наук, после чего получил звание профессора, в 2005 году получил звание Почётного работника высшего профессионального образования Российской Федерации.
На 2020 г. являлся сотрудником Кафедры экономической безопасности Факультета национальной безопасности РАНХиГС.

## Труды
Вместе с В. А. Морошкиным и В. П. Буровым является соавтором многих книг и учебников по экономике и бизнесу.
- В. П. Буров, А. Л. Ломакин, В. А. Морошкин. Бизнес-план фирмы. — М.: Инфра-М, 2010. — 192 с. — ISBN 978-5-16-001648-1.
- А. Л. Ломакин, В. П. Буров, В. А. Морошкин. Управленческие решения. — М.: Форум, 2009. — 176 с. — ISBN 978-5-91134-345-3.
- В. А. Морошкин, А. Л. Ломакин. Практикум по финансовому менеджменту. Технология финансовых расчетов с процентами. — М.: Финансы и статистика, 2007. — 112 с. — ISBN 978-5-279-02728-6.
- А. Л. Ломакин, В. А. Морошкин. Практикум по экономике и управлению. Компьютерные деловые игры (+ CD-ROM). — М.: Форум, Инфра-М, 2004. — 144 с. — (Профессиональное образование). — ISBN 5-8199-0118-5, 5-16-001892-1.
- В. П. Буров, А. Л. Ломакин, В. А. Морошкин. Бизнес-план фирмы. Теория и практика. — М.: Экмос, Тандем, 2000. — 176 с. — ISBN 5-88124-082-0.